# Meloen (walvis)

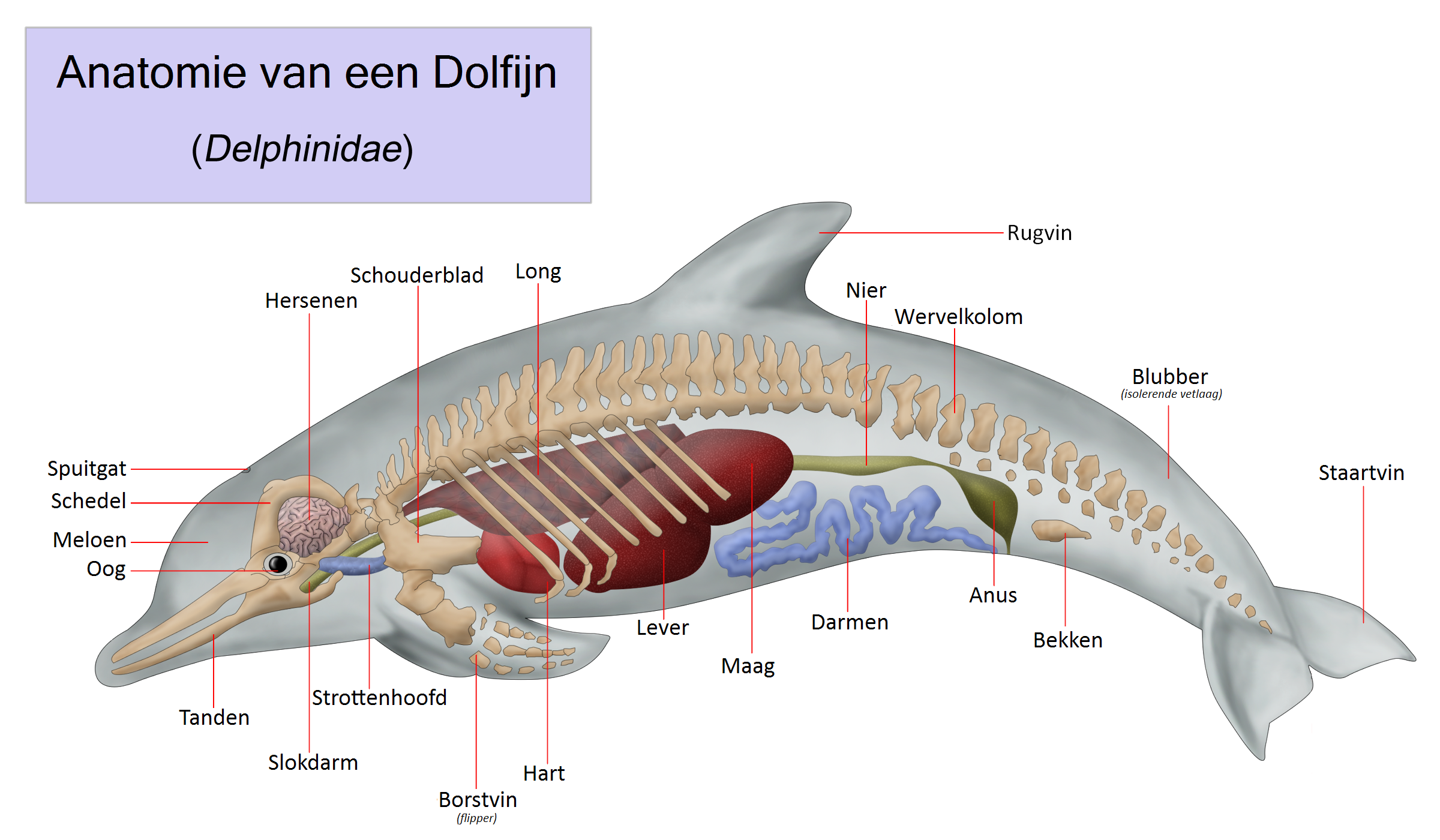
Anatomie van een dolfijn. De meloen bevindt zich vooraan op de kop.

De meloen is een bolvormig orgaan bestaande uit een klomp olieachtig weefsel op de kop van de meeste tandwalvissen; de meloen geeft deze zeezoogdieren hun karakteristieke uiterlijk. Wetenschappers kennen de exacte functie van de meloen nog niet, maar veronderstellen dat de meloen een rol speelt bij het focussen van de klikgeluiden voor echolocatie. Vroeger dachten sommige wetenschappers dat de meloen een functie vervult bij het diepzeeduiken en het drijfvermogen van de zeezoogdieren.
De grootte van de meloen lijkt parallel te lopen bij de soorten tandwalvissen die naar grote diepten duiken. Sommige meloenen zijn verder ontwikkeld en gespecialiseerd dan andere. Bij de potvis heeft men een soort olie teruggevonden in de meloen die chemisch afwijkt van de olie bij andere tandwalvissen. De verschillen zijn zelfs zo groot, dat het orgaan bij de potvis een eigen naam heeft gekregen: het spermaceti-orgaan, welke de wasachtige substantie bevat waar kaarsen van werden gemaakt toen nog veelvuldig op walvissen werd gejaagd.
Ook de meloen van de witte dolfijn is uniek, deze kan in vorm worden aangepast door de witte dolfijn; over de functie hiervan tasten wetenschappers nog in het duister.

## Naam
Meloen is afkomstig van het Franse melon waar het een homoniem is voor de vrucht en een bolhoed. In bijna alle talen wordt het equivalent van de vrucht gebezigd en is er geen alternatieve naam geopperd voor het orgaan.